# Gran Premio del Bahrein 2011
Il Gran Premio del Bahrein 2011 sarebbe dovuto essere la prima prova della stagione 2011 del campionato mondiale di Formula 1. Si doveva svolgere domenica 13 marzo 2011; successivamente il Gran Premio era stato riproposto come 17ª gara del calendario in data 30 ottobre al posto del Gran Premio d'India, a sua volta spostato all'11 dicembre. Il 9 giugno 2011 è stato definitivamente annullato.
La stagione è quindi iniziata col Gran Premio d'Australia: l'ultima stagione del campionato ad iniziare con questo Gran Premio è stata quella del 2009.

## Vigilia

### Le proteste nel Bahrein
Il Gran Premio era stato rinviato a causa della critica situazione politica del Paese. Le forti proteste scoppiate nel regno avevano già portato alla cancellazione del primo degli appuntamenti previsti sul Circuito di Manama per la GP2 Asia il 18 e 19 febbraio 2011.
Il capo esecutivo del circuito Principe Salman ibn Hamad ibn Isa Al Khalifa aveva affermato che sarebbe stato effettuato il massimo sforzo per consentire il regolare svolgimento della gara. Il Vicepresidente del Bahrain Center for Human Rights Nabeel Rajab aveva invece affermato come fosse improbabile una rapida soluzione della crisi. Bernie Ecclestone aveva dichiarato che una decisione in merito alla cancellazione della gara sarebbe dovuta avvenire il 22 febbraio. La cancellazione è stata annunciata il giorno prima, dallo stesso governo del Bahrein.
Secondo alcuni dei manifestanti l'unico motivo che aveva spinto il governo a svolgere dei colloqui con l'opposizione era proprio il timore di non poter organizzare la gara. Diverse polemiche sono scaturite anche nel paddock: secondo la stampa inglese, la Federazione Internazionale e il suo presidente Jean Todt avevano mostrato un eccesso di cautela nell'affrontare la decisione della soppressione della corsa. La Williams ha poi rivelato di aver comunque valutato l'ipotesi di boicottaggio della corsa prima che la FIA decretasse il rinvio dell'evento.
Ecclestone aveva assicurato che una decisione sull'eventuale recupero della gara sarebbe avvenuta in tempi brevi, prima del debutto del campionato a Melbourne, il 27 marzo. Il capo della FOM aveva escluso comunque che il Gran Premio potesse venir sostituito con una gara da svolgersi su un circuito europeo.
Il consiglio mondiale della FIA dell'8 marzo fissò nel 1º maggio 2011 la data limite entro il quale doveva essere presa una decisione definitiva in merito al reinserimento nel calendario della gara. Successivamente Ecclestone ha annunciato la volontà di attendere ancora fino al 3 giugno. Il 1º maggio gli organizzatori del Gran Premio avevano comunicato che la gara sarebbe rientrata nel calendario nel prossimo futuro, senza specificare però se sarebbe stata effettuata nel 2011.
Fu ventilata la possibilità che il Gran Premio potesse essere disputato a dicembre, spostando anche il Gran Premio di Abu Dhabi e svolgendo le due gare a una settimana di distanza l'una dall'altra. Un'altra ipotesi prevedeva lo svolgimento del Gran Premio a ottobre, con lo spostamento del Gran Premio d'India il 4 dicembre. Successivamente il Gran Premio venne riproposto come 17ª gara del calendario in data 30 ottobre al posto dell'appuntamento India spostato all'11 dicembre.
La stampa locale aveva anche avviato una raccolta di firme per sostenere l'ipotesi di un ritorno della gara nel calendario.
In seguito a questa decisione si levarono alcune critiche e perplessità. Rubens Barrichello, presidente della GPDA espresse la preoccupazione per la sicurezza dei piloti, così come il ministro britannico per lo Sport Hugh Robertson. Anche la FOTA si espresse contro tale decisione.
Infine, a distanza di pochi giorni, gli organizzatori hanno deciso di annullare definitivamente il Gran Premio per la stagione 2011.

### Aspetti tecnici
Per questa edizione gli organizzatori avevano deciso di riproporre il tracciato utilizzato fino al 2009, denominato Grand Prix, lungo 5,412 km, al posto dell'Endurance, usato nel 2010, da 6,299 km.